# Vice-Presidente da Comissão Europeia
O Vice-Presidente da Comissão Europeia é um cargo da Comissão Europeia, habitualmente ocupado por mais de um membro da Comissão.

## Papel e benefícios
O cargo de Vice-Presidente é dada a um comissário, para além da sua comissão. Há geralmente um número razoável deles, seleccionados pelo Presidente da Comissão, tendo eles têm pouco poder extra, mas são vistas como importantes em nomeações.
Um Vice-Presidente tem, no entanto, um salário acima do que um comissário normal, 241.422 €, em vez de 217.280 €. Em comparação, o presidente ganha 266.530 €.

## Primeiro-Vice-Presidente
O Primeiro-Vice-Presidente geralmente assume o papel principal de um Vice-Presidente: a tomada de posse da Presidência durante a ausência do Presidente. O actual Primeiro-Vice-Presidente é Margot Wallström, que também está no comando da Comissão para as Relações Institucionais e Estratégia de Comunicação.

## Comissão Barroso
Além do Primeiro-Vice-Presidente Wallström, que está no comando das Relações Institucionais e Estratégia da Comunicação, existem atualmente 4 outros vice-presidentes na atual Comissão Barroso. Só um dos membros é de um dos Estados-membros que aderiu em 2004, os outros três são de 3 dos quatro maiores Estados-Membros.

## Mudanças
De acordo com o Tratado de Lisboa, que deverá ser ratificado em 2009, um Vice-Presidente também teria a nova posição de Alto Representante da União para os Negócios Estrangeiros e Política de Segurança, nomeado em parte pelo Conselho Europeu, como o Presidente.

## Lista de Vice-Presidentes
Legenda:   [     ] Socialista (PSE) - [     ] Liberal (ALDE) - [     ] Popular (PPE-ED)
| Comissão               | Início do mandato      | Fim do mandato           | Nome               | Estado        | Partido |
| Hallstein I            |                        |                          |                    |               |         |
| ---------------------- | ---------------------- | ------------------------ | ------------------ | ------------- | ------- |
| Hallstein I            | 7 de janeiro de 1958   | 9 de janeiro de 1962     | Sicco L. Mansholt  | Países Baixos | PvdA    |
| Hallstein I            | 7 de janeiro de 1958   | 9 de janeiro de 1962     | Robert Marjolin    | França        | SFIO    |
| Hallstein I            | 7 de janeiro de 1958   | 15 de setembro de 1959   | Piero Malvestiti   | Itália        | DC      |
| Hallstein II           |                        |                          |                    |               |         |
| 10 de Janeiro de 1962  | 30 de junho de 1967    | Sicco L. Mansholt        | Países Baixos      | PvdA          |         |
| 10 de janeiro de 1962  | 30 de junho de 1967    | Robert Marjolin          | França             | SFIO          |         |
| 10 de janeiro de 1962  | 15 de maio de 1963     | Giuseppe Caron           | Itália             | DC            |         |
| 30 de julho de 1964    | 30 de junho de 1967    | Guido Colonna            | Itália             | ind.          |         |
| Rey                    |                        |                          |                    |               |         |
| 2 de julho de 1967     | 30 de junho de 1970    | Sicco L. Mansholt        | Países Baixos      | PvdA          |         |
| 2 de julho de 1967     | 30 de junho de 1970    | Lionello Sandri          | Itália             | PSI           |         |
| 2 de julho de 1967     | 30 de junho de 1970    | Fritz Hellwig            | Alemanha Ocidental | CDU           |         |
| 2 de julho de 1967     | 30 de junho de 1970    | Raymond Barre            | França             | cap           |         |
| 2 de julho de 1967     | 30 de junho de 1970    | Wilhelm Haferkamp        | Alemanha Ocidental | ind.          |         |
| Malfatti               |                        |                          |                    |               |         |
| 1 de julho de 1970     | 21 de março de 1972    | Sicco L. Mansholt        | Países Baixos      | PvdA          |         |
| 1 de julho de 1970     | 21 de março de 1972    | Wilhelm Haferkamp        | Alemanha Ocidental | ind.          |         |
| Mansholt               |                        |                          |                    |               |         |
| 22 de março de 1972    | 5 de janeiro de 1973   | Wilhelm Haferkamp        | Alemanha Ocidental | ind.          |         |
| Ortoli                 |                        |                          |                    |               |         |
| 6 de janeiro de 1973   | 5 de janeiro de 1977   | Patrick Hillery          | Irlanda            | Fianna Fáil   |         |
| 6 de janeiro de 1973   | 5 de janeiro de 1977   | Wilhelm Haferkamp        | Alemanha Ocidental | SPD           |         |
| 6 de janeiro de 1973   | 5 de janeiro de 1977   | Henri Simonet            | Bélgica            | PS            |         |
| 6 de janeiro de 1973   | 5 de janeiro de 1977   | Christopher Soames       | Reino Unido        | Con.          |         |
| 6 de janeiro de 1973   | 5 de janeiro de 1977   | Carlo Scarascia-Mugnozza | Itália             | ind.          |         |
| Jenkins                |                        |                          |                    |               |         |
| 6 de janeiro de 1977   | 5 de janeiro de 1981   | Wilhelm Haferkamp        | Alemanha Ocidental | SPD           |         |
| 6 de janeiro de 1977   | 5 de janeiro de 1981   | Henk Vredeling           | Países Baixos      | PvdA          |         |
| 6 de janeiro de 1977   | 5 de janeiro de 1981   | Finn Olav Gundelach      | Dinamarca          | ind.          |         |
| 6 de janeiro de 1977   | 5 de janeiro de 1981   | François-Xavier Ortoli   | França             | Gaulista      |         |
| 6 de janeiro de 1977   | 5 de janeiro de 1981   | Lorenzo Natali           | Itália             | DC            |         |
| Thorn                  |                        |                          |                    |               |         |
| 6 de janeiro de 1981   | 5 de janeiro de 1985   | Christopher Tugendhat    | Reino Unido        | Con.          |         |
| 6 de janeiro de 1981   | 5 de janeiro de 1985   | François-Xavier Ortoli   | França             | ind.          |         |
| Delors I               |                        |                          |                    |               |         |
| 6 de janeiro de 1985   | Setembro de 1989       | Frans Andriessen         | Países Baixos      | CDA           |         |
| 6 de janeiro de 1985   | Setembro de 1989       | Henning Christophersen   | Dinamarca          | Venstre       |         |
| 6 de janeiro de 1985   | Setembro de 1989       | Arthur Francis Cockfield | Reino Unido        | Con.          |         |
| 6 de janeiro de 1985   | Setembro de 1989       | Karl-Heinz Narjes        | Alemanha Ocidental | CDU           |         |
| 6 de janeiro de 1985   | Setembro de 1989       | Lorenzo Natali           | Itália             | DC            |         |
| 5 de janeiro de 1986   | Setembro de 1989       | Manuel Marín             | Espanha            | PSOE          |         |
| Delors II              |                        |                          |                    |               |         |
| Janeiro de 1988        | Setembro de 1992       | Frans Andriessen         | Países Baixos      | CDA           |         |
| Janeiro de 1988        | Setembro de 1992       | Martin Bangemann         | Alemanha Ocidental | FDP           |         |
| Janeiro de 1988        | Setembro de 1992       | Leon Brittan             | Reino Unido        | Con.          |         |
| Janeiro de 1988        | Setembro de 1992       | Henning Christophersen   | Dinamarca          | Venstre       |         |
| Janeiro de 1988        | Setembro de 1992       | Manuel Marín             | Espanha            | PSOE          |         |
| Janeiro de 1988        | Setembro de 1992       | Filippo Maria Pandolfi   | Itália             | DC            |         |
| Delors III             |                        |                          |                    |               |         |
| Janeiro de 1992        | 22 de janeiro de 1995  | Martin Bangemann         | Alemanha           | FDP           |         |
| Janeiro de 1992        | 22 de janeiro de 1995  | Leon Brittan             | Reino Unido        | Con.          |         |
| Janeiro de 1992        | 22 de janeiro de 1995  | Henning Christophersen   | Dinamarca          | Venstre       |         |
| Janeiro de 1992        | 22 de janeiro de 1995  | Manuel Marín             | Espanha            | PSOE          |         |
| Janeiro de 1992        | 22 de janeiro de 1995  | Karel Van Miert          | Bélgica            | PS            |         |
| Janeiro de 1992        | 22 de janeiro de 1995  | Antonio Ruberti          | Itália             | PSI           |         |
| Santer                 |                        |                          |                    |               |         |
| 23 de janeiro de 1995  | 15 de março de 1999    | Leon Brittan             | Reino Unido        | Con.          |         |
| 23 de janeiro de 1995  | 15 de março de 1999    | Manuel Marín             | Espanha            | PSOE          |         |
| Marín                  |                        |                          |                    |               |         |
| 16 de março de 1999    | 15 de setembro de 1999 | Leon Brittan             | Reino Unido        | Con.          |         |
| Prodi                  |                        |                          |                    |               |         |
| 16 de setembro de 1999 | 21 de novembro de 2004 | Neil Kinnock             | Reino Unido        | Labour        |         |
| 16 de setembro de 1999 | 21 de novembro de 2004 | Loyola de Palacio        | Espanha            | PP            |         |
| Barroso I              |                        |                          |                    |               |         |
| 22 de novembro de 2004 | 9 de fevereiro de 2010 | Margot Wallström         | Suécia             | SAP           |         |
| 22 de novembro de 2004 | 9 de fevereiro de 2010 | Günter Verheugen         | Alemanha           | PSD           |         |
| 22 de novembro de 2004 | 9 de fevereiro de 2010 | Jacques Barrot           | França             | UMP           |         |
| 22 de novembro de 2004 | 9 de fevereiro de 2010 | Siim Kallas              | Estónia            | ERP           |         |
| 22 de novembro de 2004 | 8 May 2008             | Franco Frattini          | Itália             | FI            |         |
| 9 de maio de 2008      | 9 de fevereiro de 2010 | Antonio Tajani           | Itália             | FI            |         |
| Barroso II             |                        |                          |                    |               |         |
| 9 de fevereiro de 2010 | 31 de outubro de 2014  | Catherine Ashton         | Reino Unido        | Trabalhista   |         |
| 9 de fevereiro de 2010 | 1 de julho de 2014     | Viviane Reding           | Luxemburgo         | CSV           |         |
| 9 de fevereiro de 2010 | 31 de outubro de 2014  | Joaquín Almunia          | Espanha            | PSOE          |         |
| 9 de fevereiro de 2010 | 31 de outubro de 2014  | Siim Kallas              | Estónia            | ERP           |         |
| 9 de fevereiro de 2010 | 31 de outubro de 2014  | Neelie Kroes             | Países Baixos      | VVD           |         |
| 9 de fevereiro de 2010 | 1 de julho de 2014     | Antonio Tajani           | Itália             | PDL           |         |
| 9 de fevereiro de 2010 | 31 de outubro de 2014  | Maroš Šefčovič           | Eslováquia         | Smer          |         |
| 27 de outubro de 2011  | 1 de julho de 2014     | Olli Rehn                | Finlândia          | SK            |         |
| 1 de julho de 2014     | 31 de outubro de 2014  | Michel Barnier           | França             | UMP           |         |
| 1 de julho de 2014     | 31 de outubro de 2014  | Günther Oettinger        | Alemanha           | CDU           |         |
| 16 de julho de 2014    | 31 de outubro de 2014  | Jyrki Katainen           | Finlândia          | KOK           |         |
| Juncker                |                        |                          |                    |               |         |
| 1 de novembro de 2014  | 30 de novembro de 2019 | Frans Timmermans         | Países Baixos      | PvdA          |         |
| 1 de novembro de 2014  | 30 de novembro de 2019 | Federica Mogherini       | Itália             | PD            |         |
| 1 de novembro de 2014  | 31 de dezembro de 2016 | Kristalina Georgieva     | Bulgária           | GERB          |         |
| 1 de novembro de 2014  | 30 de novembro de 2019 | Jyrki Katainen           | Finlândia          | KOK           |         |
| 1 de novembro de 2014  | 30 de novembro de 2019 | Valdis Dombrovskis       | Letônia            | Unidade       |         |
| 1 de novembro de 2014  | 1 de julho de 2019     | Andrus Ansip             | Estónia            | ERP           |         |
| 1 de novembro de 2014  | 30 de novembro de 2019 | Maroš Šefčovič           | Eslováquia         | Smer-SD       |         |
| Von der Leyen          |                        |                          |                    |               |         |
| 1 de dezembro de 2019  |                        | Frans Timmermans         | Países Baixos      | PvdA          |         |
| 1 de dezembro de 2019  | atual                  | Margrethe Vestager       | Dinamarca          | RV            |         |
| 1 de dezembro de 2019  |                        | Valdis Dombrovskis       | Letônia            | Unidade       |         |
| 1 de dezembro de 2019  |                        | Josep Borrell            | Espanha            | PSOE          |         |
| 1 de dezembro de 2019  |                        | Maroš Šefčovič           | Eslováquia         | Smer-SD       |         |
| 1 de dezembro de 2019  |                        | Věra Jourová             | Chéquia            | ANO           |         |
| 1 de dezembro de 2019  |                        | Dubravka Šuica           | Croácia            | HDZ           |         |
| 1 de dezembro de 2019  |                        | Margaritis Schinas       | Grécia             | ND            |         |